# Jared Rushton
Jared Michael Rushton (Provo, 3 de marzo de 1974) es un actor y músico estadounidense, reconocido por su participación en varias películas en las décadas de 1980 y 1990 como Honey, I Shrunk the Kids, Big, Overboard y Pet Sematary Two. Luego de retirarse del mundo de la actuación a comienzos de la década de 2000, se convirtió en el guitarrista de la banda de rock Deal by Dusk.

## Filmografía

### Cine y televisión
- 2000 - Cover Me: Based on the True Life of an FBI Family
- 1999 - Cracker
- 1996 - Dead Man's Walk
- 1994 - ER
- 1994 - The Yarn Princess
- 1993 - Northern Exposure
- 1993 - CBS Schoolbreak Special
- 1993 - Dr. Quinn, Medicine Woman
- 1992 - Life Goes On
- 1992 - Camp Wilder
- 1992 - Pet Sematary Two
- 1990 - Where's Rodney?
- 1990 - A Cry in the Wild
- 1990 - Midnight Caller
- 1989 - Honey, I Shrunk the Kids
- 1988 - Roseanne
- 1988 - Murder, She Wrote
- 1988 - Big
- 1988 - Lady in White
- 1987 - Overboard
- 1987 - Top Kids
- 1986 - Cagney & Lacey
- 1986 - Tales from the Darkside